# Singin' in the Rain (musical)

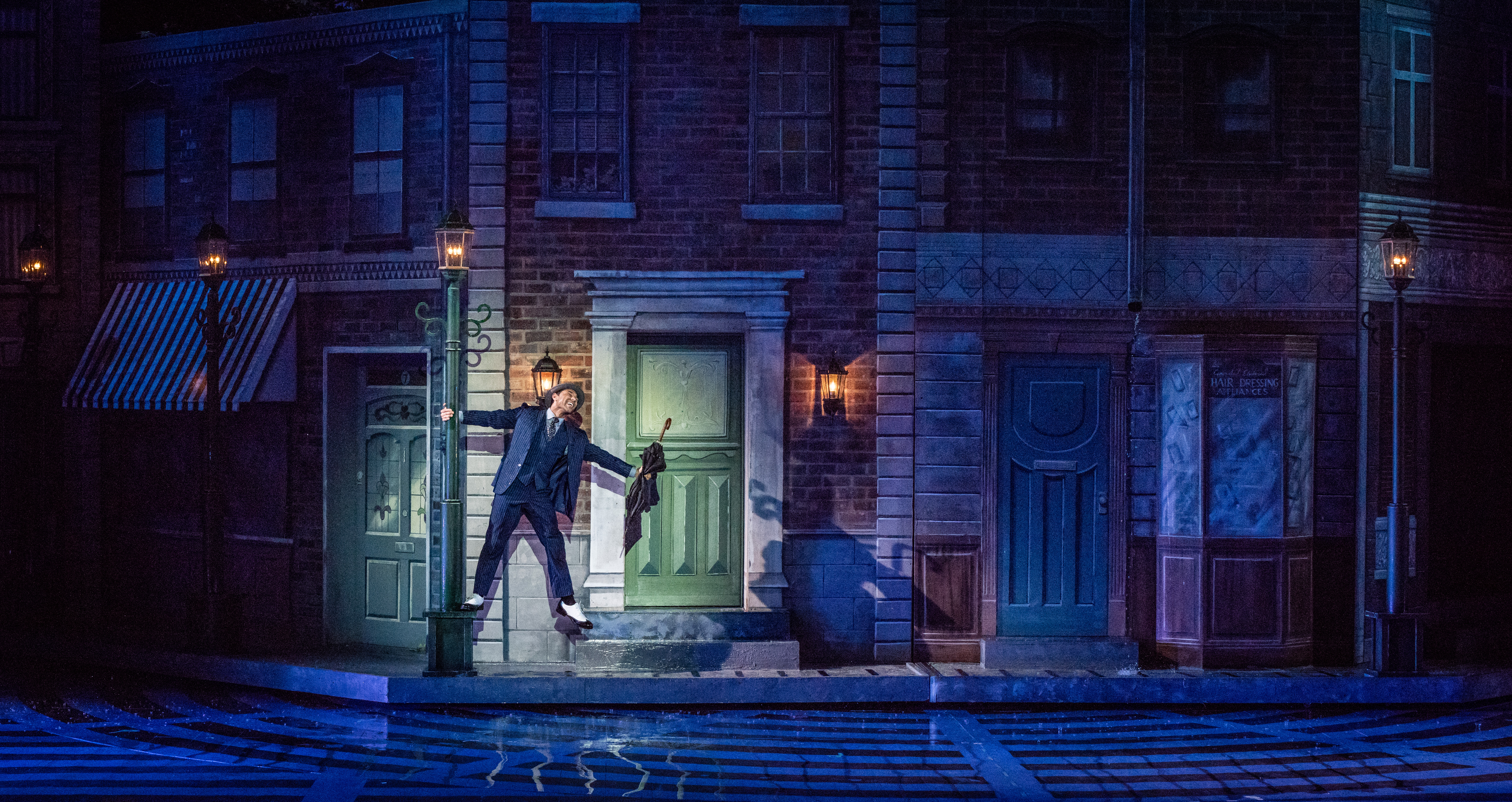

Singin' in the Rain (Cantant sota la pluja) és un teatre musical amb història de Betty Comden i Adolph Green, lletra d'Arthur Freed, i música de Nacio Herb Brown.
Adaptat de la pel·lícula del mateix nom de 1952, la trama s'adiu molt a l'original. Ambientada a Hollywood en els períodes inicials del cinema mut, se centra en el lideratge romàntic Don Lockwood, el seu company Cosmo Brown, l'aspirant a actriu Kathy Selden, i la dama principal de Lockwood, Lina Lamont, les tonalitats vocals de la qual la fan candidata poc probable a l'estrellat del cinema sonor.

## Produccions

### Producció original a Londres (1983)
La producció original al West End, dirigida per Tommy Steele i coreografiada per Peter Gennaro, fou estrenada el 30 de juny de 1983 al London Palladium, on fou representada fins al setembre de 1985. El repartiment original va incloure Steele com a Don, Roy Castle com a Cosmo, Danielle Carson com a Kathy, i Sarah Payne com a Lina i Julia. La partitura vocal de la pel·lícula original es va embellir amb melodies addicionals de Comden, Green, i Roger Edens, Dorothy Fields i Jimmy McHugh, George i Ira Gershwin, Johnny Mercer i Richard Whiting, i Cole Porter.

### Producció original de Broadway (1985)
Singin' in the Rain  fou estrenada a Broadway al Gershwin Theatre el 2 de juliol de 1985 i es va tancar el 18 de maig de 1986 després de 367 representacions i 38 previsualitzacions. Dirigida i coreografiada per Twyla Tharp, el disseny escènic va ser de Santo Loquasto, disseny de vestuari d'Ann Roth i disseny d'il·luminació de Jennifer Tipton. El repartiment va incloure Don Correia com a Don, Mary D'Arcy com Kathy, Peter Slutsker com Cosmo, i Faye Grant com Lina. El musical va ser renovat dramàticament.

### Gira al Regne Unit de 1994
La producció de London Palladium de 1983 va ser remuntada el 1994 per una àmplia gira pel Regne Unit, que va tenir lloc fins al desembre de 1995. La nova producció, dirigida de nou per Steele, fou protagonitzada per Paul Nicholas com Don, Shona Lindsay com Kathy, Tony Howes com Cosmo amb Sarah Payne representant el seu paper com a Lina del repartiment original. El repartiment de suport va incloure Matt Zimmerman i Mark Donovan.

### Reestrena a Londres de 2000
La nova producció del musical es va escenificar al Teatre Olivier (Royal National Theatre), del 2 de juny del 2000 al 20 de juliol del 2000 i de nou del 18 de desembre del 2000 al 27 de gener del 2001. Aquesta producció va ser una transferència de la producciçp West Yorkshire, que va tenir lloc des de desembre de 1999 fins a febrer de 2000. El repartiment va comptar amb Zoe Hart com Kathy, Rebecca Thornhill com Lina, i Paul Robinson com a Don. La direcció era de Jude Kelly, i la coreografia de Stephen Mear. Thornhill va rebre una nominació al Premi Olivier per la seva actuació.

### Reestrena al Sadler's Wells
El musical fou representat al Sadler's Wells Theatre des del 29 de juliol del 2004 fins al 4 de setembre del 2004, amb la direcció de Paul Kerryson i la coreografia d'Adam Cooper, que també va interpretar el paper principal de Don Lockwood. La coreografia de Cooper va ser nominada al premi Critics' Circle's National Dance de 2004. L'obra fou traslladada finalment al Leicester Haymarket.

### Reestrena a Londres de 2012
L'espectacle es va reestrenar al Festival de Teatre de Chichester de 2011, protagonitzat per Adam Cooper, Daniel Crossley i Scarlett Strallen. Va ser coreografiada per Andrew Wright, qui va ser nominat als Premis Olivier i va guanyar el premi WhatsOnStage pel seu treball. L'espectacle va rebre crítiques positives i es va traslladar al West End de Londres, al Palace Theatre, el febrer de 2012, on Cooper, Crossley i Strallen van tornar a reprendre els seus papers. Des del 18 de febrer de 2013 el paper de Kathy Selden va ser interpretat per Louise Bowden. La producció es va tancar el 8 de juny de 2013. Es va publicar un repartiment de gravació de Singin 'in the Rain el 2012. La mateixa producció, amb Adam Cooper, va actuar al novembre de 2014 a Tòquio.

## Sinopsi
Don Lockwood és una estrella de cinema mut, d'origen humil com a músic, ballarí i acrobàta. Don amb prou feines no tolera la seva companya, Lina Lamont, que està convençuda que el romanç de la seva pantalla és real, tot i que Don intenta dir-li el contrari. Després de la primera pel·lícula sonora The Jazz Singer, que intenta ser un èxit, el cap d'estudi R. F. Simpson decideix que no té més remei que convertir la nova pel·lícula de Lockwood i Lamont, The Dueling Cavalier, en una pel·lícula parlada. La producció està plena de dificultats, i el pitjor és la veu còmica de Lina.
Després d'una desastrosa projecció de proves, el millor amic de Don, Cosmo Brown, es presenta amb la idea de sobreposar la veu de Lina i convencen Simpson per convertir The Dueling Cavalier en The Dancing Cavalier, un film de comèdia musical. Mentrestant, Don s'enamora d'una aspirant a l'actriu, Kathy Selden, que proporciona la veu a Lina. Quan Lina s'assabenta, es mostra furiosa i fa tot el possible per sabotejar el romanç. Exigeix maliciosament que Kathy continuï donant la seva veu a totes les pel·lícules futures, però sense estar acreditada. Un Simpson irat, però desesperat, es veu obligat a acceptar-ho; Kathy no té cap opció perquè té contracte.
L'estrena és un èxit enorme. Quan el públic exigeix que Lina canta en directe, Don i Cosmo improvisen i aconsegueixen que Lina es sincronitzi mentre que Kathy canta en un segon micròfon mentre s'amaga darrere del teló. Mentre Lina comença a "cantar", Don, Cosmo i Simpson aixequen la cortina darrere seu, revelant l'engany. Kathy es converteix en una estrella, i Lina s'acaba.

## Pluja a l'escenari
El més destacat d'ambdues produccions va ser la recreació de la seqüència de sintonia del títol de la pel·lícula, completada amb una pluja a l'escenari. Segons The New York Times, "La pluja és meravellosa. Descendeix de les mosques del Teatre Gershwin en làmines al final de l'acte I, escorcollant un pati del pati de Santo Loquasto que flota sota un llunyà i brillant rètol de Hollywoodland ..."
De l'efecte "pluja" londinenc, un crític va escriure: "El descens de l'escena és tan sorollós i suposa un perill de curtcircuits per a micròfons - que Steele ha de fer mímica la seva cançó per gravar una cinta".
El Festival Finger Lakes Musical Theatre (Auburn, N.Y.) va presentar una producció d'espectacles l'estiu de 2013 i va crear un efecte on fa ploure a l'interior. El Festival presenta la mostra cada deu anys.

## Premis i nominacions

### Producció original de Londres
| Any  | Premi                   | Categoria                | Nominació   | Resultat |
| ---- | ----------------------- | ------------------------ | ----------- | -------- |
| 1983 | Premis Laurence Olivier | Millor actriu en musical | Sarah Payne | Nominat  |

### Producció original de Broadway
| Any  | Premi       | Categoria                                       | Nominació                   | Resultat |
| ---- | ----------- | ----------------------------------------------- | --------------------------- | -------- |
| 1986 | Premis Tony | millor llibret en musical                       | Betty Comden i Adolph Green | Nominat  |
| 1986 | Premis Tony | millor actuació d'un actor principal en musical | Don Correia                 | Nominat  |

### Reestrena a Londres 2000
| Any  | Premi                   | Categoria                                | Nominació                 | Resultat  |
| ---- | ----------------------- | ---------------------------------------- | ------------------------- | --------- |
| 2001 | Premis Laurence Olivier | Millor Musical Reestrenat                | Millor Musical Reestrenat | Guanyador |
| 2001 | Premis Laurence Olivier | Millor actor en un Musical               | Paul Robinson             | Nominat   |
| 2001 | Premis Laurence Olivier | Millor actuació secundària en un musical | Rebecca Thornhill         | Nominat   |
| 2001 | Premis Laurence Olivier | Millor coreògraf de teatre               | Stephen Mear              | Nominat   |

### Reestrena a Londres de 2012
| Any  | Premi                   | Categoria                                | Nominació          | Resultat |
| ---- | ----------------------- | ---------------------------------------- | ------------------ | -------- |
| 2012 | Premis Laurence Olivier | Millor actriu en musical                 | Scarlett Strallen  | Nominat  |
| 2012 | Premis Laurence Olivier | Millor actuació secundària en un musical | Katherine Kingsley | Nominat  |
| 2012 | Premis Laurence Olivier | Millor coreògraf de teatre               | Andrew Wright      | Nominat  |